# Capnia erecta
Capnia erecta är en bäcksländeart som beskrevs av Jewett 1955. Capnia erecta ingår i släktet Capnia och familjen småbäcksländor. Inga underarter finns listade i Catalogue of Life.